# Oligocentria coloradensis
Oligocentria coloradensis är en fjärilsart som beskrevs av Edwards 1885. Oligocentria coloradensis ingår i släktet Oligocentria och familjen tandspinnare. Inga underarter finns listade i Catalogue of Life.